# Metro de Porto
El metro de Porto (Metro do Porto en portuguès) és la xarxa de metro lleuger de la ciutat de Porto, Portugal. Inaugurat el 2002, actualment comprèn uns 78 km de via i sis línies. Amb pocs trams subterranis, sembla un metro lleuger alemany (Stadtbahn) o premetro belga. La xarxa s'organitza al voltant de dos eixos principals: un enllaç nord - sud (línia D) i un passadís est / nord-est - oest compartit per la majoria de les línies (línies A, B, C, E i F) que es divideixen en branques als extrems.

## Història
Després de dècades de discussions, el treball en la primera línia de la Porto de metro va començar el 1990 i es va acabar el 2002. En aquell moment, era el projecte de construcció més gran de la Unió Europea. A mitjan 2006 es va completar la primera fase amb l'obertura de la cinquena línia.
La segona fase estava en debat, però a mitjan 2008 el govern portuguès va donar el seu acord (i sobretot el seu suport financer) al desenvolupament del metro.
El metro de Porto consta de 5 línies, 70 estacions i 60 km de línies principalment aèries, només hi ha 8 km enterrats.
El 2008, la companyia Metro do Porto transportava 51,5 milions de passatgers. El 2017 es van registrar 60,6 milions de passatgers

## Xarxa

### Visió general
| Línia                  | Terminals                                             | Inauguració                           | Cognom             | Extensió            |
| ---------------------- | ----------------------------------------------------- | ------------------------------------- | ------------------ | ------------------- |
| AT                     | Estádio do Dragão ↔ Senhor de Matosinhos              | 2003                                  | Línia Matosinhos   | Complet             |
| B                      | Estádio do Dragão ↔ Póvoa de Varzim                   | 2005                                  | Línia da Póvoa     | Complet             |
| VS                     | Campanhã ↔ ISMAI                                      | 2005                                  | Línia Maia / Trofa | Complet             |
| D                      | Hospital de São João ↔ Santo Ovídio                   | 2005                                  | Línia Gaia         | Vila d'Este el 2021 |
| E                      | Estádio do Dragão ↔ Aeroport de Francisco Sá Carneiro | 2006                                  | Línia Aeroport     | Complet             |
| F                      | Senhora da Hora ↔ Fânzeres                            | 2011                                  | Línia Gondomar     | Complet             |
| G                      | Casa da Música ↔ S. Bento                             | previst per al 2022                   | Línia Galiza       | lliurament 2021     |
| Funicular dos Guindais | Batalha ↔ Ribeira                                     | 1891, tancat el 1893, reobert el 2004 | Guindais funicular | Complet             |

### Línia A
| Estacions            | Correspondència   | Zona |
| -------------------- | ----------------- | ---- |
| Estádio do Dragão    | B, Bx, E, F       | C1   |
| Campanhã             | B, Bx, C, E, F    | C1   |
| Heroisme             | B, Bx, C, E, F    | C1   |
| Camp 24 d'Agost      | B, Bx, C, E, F    | C1   |
| Bolhão               | B, Bx, C, E, F    | C1   |
| Trindade             | B, Bx, C, D, E, F | C1   |
| Lapa                 | B, Bx, C, E, F    | C1   |
| Carolina michaelis   | B, Bx, C, E, F    | C1   |
| Casa da Música       | B, Bx, C, E, F    | C1   |
| Francos              | B, Bx, C, E, F    | C1   |
| Ramalde              | B, Bx, C, E, F    | C2   |
| Viso                 | B, Bx, C, E, F    | C2   |
| Sete Bicas           | B, Bx, C, E, F    | C2   |
| Senhora da Hora      | B, Bx, C, E, F    | C2   |
| Vasco da Gama        |                   | C3   |
| Estádio do Mar       |                   | C3   |
| Pedro Espano         |                   | C3   |
| Parc del Real        |                   | C3   |
| Câmara de Matosinhos |                   | C3   |
| Matosinhos Sul       |                   | C3   |
| Brito Capelo         |                   | C3   |
| Mercado              |                   | C3   |
| Senhor de Matosinhos |                   | C3   |

### Línia B
| Estacions           | Correspondència   | Zona |
| ------------------- | ----------------- | ---- |
| Estádio do Dragão   | A, Bx, E, F       | C1   |
| Campanhã            | A, Bx, C, E, F    | C1   |
| Heroisme            | A, Bx, C, E, F    | C1   |
| Camp 24 d'Agost     | A, Bx, C, E, F    | C1   |
| Bolhão              | A, Bx, C, E, F    | C1   |
| Trindade            | A, Bx, C, D, E, F | C1   |
| Lapa                | A, Bx, C, E, F    | C1   |
| Carolina michaelis  | A, Bx, C, E, F    | C1   |
| Casa da Música      | A, Bx, C, E, F    | C1   |
| Francos             | A, Bx, C, E, F    | C1   |
| Ramalde             | A, Bx, C, E, F    | C2   |
| Viso                | A, Bx, C, E, F    | C2   |
| Sete Bicas          | A, Bx, C, E, F    | C2   |
| Senhora da Hora     | A, Bx, C, E, F    | C2   |
| Ferro colat do Cuco | AIX.              | C5   |
| Custóias            | E                 | C5   |
| Esposade            | E                 | C5   |
| Crestins            | E                 | N10  |
| Verdes              | E                 | N10  |
| Pedras rubras       | Bx                | N10  |
| Lidador             |                   | N10  |
| Vilar de Pinheiro   |                   | N10  |
| Modivas Sul         |                   | N10  |
| Modivas Centro      |                   | N10  |
| Mindelo             | Bx                | N2   |
| Espai Natureza      |                   | N2   |
| Varziela            | Bx                | N2   |
| Árvore              |                   | N2   |
| Azurara             |                   | N2   |
| Santa Clara         | Bx                | N3   |
| Vila do Conde       | Bx                | N3   |
| Viola de Pêga       |                   | N3   |
| Portas Fronhas      | Bx                | N3   |
| São Brás            |                   | N3   |
| Póvoa de Varzim     | Bx                | N3   |

### Línia C
| Estacions           | Correspondència   | Zona |
| ------------------- | ----------------- | ---- |
| Campanhã            | A, B, Bx, E, F    | C1   |
| Heroisme            | A, B, Bx, E, F    | C1   |
| Camp 24 d'Agost     | A, B, Bx, E, F    | C1   |
| Bolhão              | A, B, Bx, E, F    | C1   |
| Trindade            | A, B, Bx, D, E, F | C1   |
| Lapa                | A, B, Bx, E, F    | C1   |
| Carolina michaelis  | A, B, Bx, E, F    | C1   |
| Casa da Musica      | A, B, Bx, E, F    | C1   |
| Francos             | A, B, Bx, E, F    | C1   |
| Ramalde             | A, B, Bx, E, F    | C2   |
| Viso                | A, B, Bx, E, F    | C2   |
| Sete Bicas          | A, B, Bx, E, F    | C2   |
| Senhora da Hora     | A, B, Bx, E, F    | C2   |
| Ferro colat do Cuco | B, E              | C5   |
| Cândido dos Reis    |                   | C5   |
| Pias                |                   | C5   |
| Araújo              |                   | C5   |
| Custòdia            |                   | C5   |
| Parc Maia           |                   | C5   |
| Fórum Maia          |                   | C5   |
| Zona Industrial     |                   | N11  |
| Mandim              |                   | N11  |
| Castelo da Maia     |                   | N11  |
| ISMAI               |                   | N11  |

### Línia D
| Estacions          | Correspondència   | Zona |
| ------------------ | ----------------- | ---- |
| Hospital São João  |                   | C6   |
| Sortida a borsa    |                   | C6   |
| Pólo Universitário |                   | C6   |
| Salgueiros         |                   | C1   |
| Lluitant           |                   | C1   |
| Marques            |                   | C1   |
| Faria Guimarães    |                   | C1   |
| Trindade           | A, B, Bx, C, E, F | C1   |
| Aliats             |                   | C1   |
| São Bento          |                   | C1   |
| Jardim do Morro    |                   | S8   |
| General Torres     |                   | S8   |
| Câmara de Guia     |                   | S8   |
| João de Deus       |                   | S8   |
| D. João II         |                   | S8   |
| Santo Ovídio       |                   | S8   |

### Línia E
| Estacions           | Correspondència   | Zona |
| ------------------- | ----------------- | ---- |
| Estádio do Dragão   | A, B, Bx, F       | C1   |
| Campanhã            | A, B, Bx, C, F    | C1   |
| Heroisme            | A, B, Bx, C, F    | C1   |
| Camp 24 d'Agost     | A, B, Bx, C, F    | C1   |
| Bolhão              | A, B, Bx, C, F    | C1   |
| Trindade            | A, B, Bx, C, D, F | C1   |
| Lapa                | A, B, Bx, C, F    | C1   |
| Carolina michaelis  | A, B, Bx, C, F    | C1   |
| Casa da Música      | A, B, Bx, C, F    | C1   |
| Francos             | A, B, Bx, C, F    | C1   |
| Ramalde             | A, B, Bx, C, F    | C2   |
| Viso                | A, B, Bx, C, F    | C2   |
| Sete Bicas          | A, B, Bx, C, F    | C2   |
| Senhora da Hora     | A, B, Bx, C, F    | C2   |
| Ferro colat do Cuco | B, C              | C5   |
| Custóias            | B                 | C5   |
| Esposade            | B                 | C5   |
| Crestins            | B                 | N10  |
| Verdes              | B                 | N10  |
| Botica              |                   | N10  |
| Aeroport            |                   | N10  |

### Línia F
| Estacions          | Correspondència   | Zona |
| ------------------ | ----------------- | ---- |
| Fânzeres           |                   | C8   |
| Venda Nova         |                   | C8   |
| Carreira           |                   | C9   |
| Baguim             |                   | C9   |
| Campainha          |                   | C9   |
| Rio Tinto          |                   | C9   |
| Levada             |                   | C9   |
| Nau Vitória        |                   | C6   |
| Nasoni             |                   | C6   |
| Contumil           |                   | C6   |
| Estádio do Dragão  | A, B, Bx, E       | C1   |
| Campanhã           | A, B, Bx, C, E    | C1   |
| Heroisme           | A, B, Bx, C, E    | C1   |
| Camp 24 d'Agost    | A, B, Bx, C, E    | C1   |
| Bolhão             | A, B, Bx, C, E    | C1   |
| Trindade           | A, B, Bx, C, D, E | C1   |
| Lapa               | A, B, Bx, C, E    | C1   |
| Carolina michaelis | A, B, Bx, C, E    | C1   |
| Casa da Música     | A, B, Bx, C, E    | C1   |
| Francos            | A, B, Bx, C, E    | C1   |
| Ramalde            | A, B, Bx, C, E    | C2   |
| Viso               | A, B, Bx, C, E    | C2   |
| Sete Bicas         | A, B, Bx, C, E    | C2   |
| Senhora da Hora    | A, B, Bx, C, E    | C2   |

## Operació

### Contracte
Des del 2010 fins al 2018, la xarxa va ser gestionada pel consorci ViaPORTO (Grup Barraqueiro, Deutsche Bahn Arriva, Keolis i Manvia). A l'operació i el manteniment del metro de Porto s'encarreguen, durant un període de deu anys, a un grup espanyol format per Transports Metropolitans de Barcelona (TMB) i Moventis, però aquesta designació, fortament criticada per l'oposició política i els sindicats, és cancel·lada finalment després de l'impagament de les garanties financeres previstes al contracte per part de TMB i Moventis,. L'abril de 2018, la gestió es confia al Grup Barraqueiro, per un període de 7 anys, a un preu aproximat de 204,3 milions d'euros

### Material rodant
| Constructor | Model           | Número | Numeració       | Anys de lliurament | Llargada    |
| ----------- | --------------- | ------ | --------------- | ------------------ | ----------- |
| Adtranz     | Eurotram        | 72     | MP-001 a MP-072 | 2002               | 35 metres   |
| Bombarder   | Flexitat ràpida | 30     | MP-101 a MP-130 | 2008 - 2010        | A 37 metres |

El 2019, la xarxa va demanar 18 conjunts de trens al fabricant xinès CRCC per a lliuraments a partir del 2021.